# Вајлов закон
У математици, Вајлов закон је општи назив за асимптотску формулу која описује густину спектра дате Риманове многострукости. Носи име немачког математичара Хермана Вајла, који ју је доказао за случај домена у еуклидској равни.

## Увод
У основном облику, Вајлов закон се односи на компактне Риманове многострукости. У хармонијској анализи, функције дефинисане на таквој многострукости M разлажемо на компоненте на којима извесни диференцијални оператори имају посебно једноставно, „чисто“ дејство. Најједноставнији пример оваквог расуђивања имамо у Фуријеовој анализи, у којој периодичне реалне функције ("сигнале") разлажемо на елементарне синусне и косинусне компоненте ("просте осцилације"):
f(x) = a0 + ∑n≥1 ( an cos(nx) + bn sin(nx) ).
Тригонометријске функције су овде својствене функције диференцијалног оператора Δ = d2 / dx2 на простору . Али не појављују се све такве својствене функције у горњем развоју, већ само оне код којих је индекс n цео број. Ово одсликава природу простора на којем је f дефинисана: за функцију периода (рецимо) 2π, можемо сматрати да је дефинисана на интервалу [0,2π] при чему се крајње тачке 0 и 2π идентификују: другим речима, на кругу (који је, пак, компактна Риманова многострукост S1 димензије 1).
На Римановим многострукостима, Лаплас-Белтрамијев оператор , диференцијални оператор другог реда, се дефинише као дивергенција градијента. Лаплас-Белтрамијев оператор је симетричан и може се исказати у локалним координатама (ui) користећи метрички тензор (gij) и Кристофелове симболе Γkij као
{\displaystyle \Delta _{M}f=\sum _{i,j}g^{ij}\left({\frac {\partial ^{2}f}{\partial u^{i}\partial u^{j}}}-\Gamma _{ij}^{k}{\frac {\delta f}{\delta u^{k}}}\right).}
Лапласијан садржи у себи важне информације о геометрији многострукости M, и његове својствене функције, дакле функције φ ∈ L2(M) такве да је
ΔMφ = λφ
су елементарни блокови за хармонијску анализу на овом простору. Као и у једноставном примеру M = S1, свака функција у  се може разложити у збир својих простих компоненти.  Схватање о важности својствених функција за разумевање геометрије простора M популарисао је Марк Кац у свом познатом мемоару „Можемо ли чути облик бубња?". Њихове одговарајуће својствене вредности λ чине спектар  простора M. Ако је M компактна многострукост, својствених вредности има пребројиво много и оне чине дискретан растући низ
0 ≤ λ1 ≤ λ2 ≤...≤ λn ≤...→+∞.

## Исказ
Вајлов закон је асимптотска формула за тзв. бројачку функцију спектра
N(λ) = # { λj ∈ Spec(ΔM) : λj ≤ λ }.
Она нам говори колико својствених вредности можемо очекивати у неком интервалу великих вредности ("високе енергије"). Најпознатији Вајлов закон је теорема Хермандера, која за број својствених вредности Лапласијана на компактној Римановој многострукости M димензије n даје асимптотску формулу
N(λ) = cn vol(M) λn/2 + O( λ(n-1)/2 ),
где је cn константа која зависи једино од димензије n.
Први закон ове врсте доказао је Херман Вајл за домене у еуклидској равни. Чињеницу да је водећи члан пропорционалан запремини површи предвиђали су још раније физичари полазећи од односа класичне и квантне механике!
Асимптотска формула за N(λ) је утолико квалитетнија уколико је О-оцена за остатак R(λ) = N(λ) - cnvol(M)λn/2 боља. У пуној општости, Хермандерова оцена се не може побољшати као што показује пример сфере Sn. Питање оптималне оцене (односно, стварне стопе раста) за R(λ) још увек није у потпуности схваћено и зависи од својстава геодезијског тока на (јединичном тангентном снопу) многострукости M. На пример, многострукости са комплетно интеграбилним током и оне код којих је геодезијски ток ергодички имају потпуно другачију природу.

### Пример
На пример, ако је M торус T2 = R2 / Z2, Лапласов оператор Δ = ∂2/∂x2 + ∂2/∂y2 делује на функције на T2, односно (са идентификацијом аналогном као у случају интервала) на функције два реална аргумента периодичне са периодом 1 по свакој променљивој. Својствене функције су стандардне експоненцијалне функције e2πi(mx+ny), са одговарајућом својственом вредношћу . У овом случају, N(λ) представља број „целобројних“ тачака (тј. чије су обе координате цели бројеви) унутар круга полупречника λ1/2 / 2π, и питање налажења асимптотске формуле за N(λ) са оптималном оценом остатка јесте класични Гаусов проблем круга.

## Уопштења и варијанте
Асимптотске формуле за величину
Nx(λ) = ∑λj ≤ λ |φj(x)|2
називају се локалним Вајловим законом (где својствене функције φj чине ортонормирани систем). Притом је ∫M Nx(λ) dx = N(λ). Вајлов закон и локални Вајлов закон су основне алатке у спектралној анализи на M.
Варијанте Вајловог закона познате су и за неке не-компактне Риманове многострукости, конкретно локално симетричне просторе ранга 1 и коначне запремине. На пример, ако је h хиперболичка горња полураван и Γ дискретна група изометрија на h извесног типа (тзв. Фуксова група прве врсте), тада је M = Γ \ h хиперболичка површ коначне запремине, и спектар Лапласијана има осим дискретног и непрекидни део. Вајлов закон у овом контексту гласи
{\displaystyle \sum _{\lambda _{j}\leq \lambda }1+{\frac {1}{4\pi }}\int _{-{\sqrt {\lambda }}}^{\sqrt {\lambda }}{\frac {-\varphi '}{\varphi }}(1/2+it)\,{\mbox{d}}t={\frac {{\mbox{vol}}(M)}{4\pi }}\lambda -{\frac {h}{2\pi }}{\sqrt {\lambda }}\log \lambda +c_{\Gamma }{\sqrt {\lambda }}+O({\sqrt {\lambda }}/\log \lambda ),}
где φ (детерминанта „матрице расејања"), h (број шиљака) и cΓ зависе једино од групе Γ, и параметру 1/2+it одговара својствена вредност 1/4+t2, што објашњава границе интеграције. У општем случају дискретни и непрекидни део спектра увек доприносе заједно. Међутим, ако је Γ аритметичка група, φ се може изразити преко Л-функција и показује се да главу тежину у горњој асимптотској формули заиста носи дискретни део спектра. Одговарајуће својствене функције су Масове шиљкасте форме, кључан објекат модерне аналитичке теорије бројева.